# Онек
Оне́к (фр. Hohneck) — гора во Франции.
Высота над уровнем моря — 1363 м. Гора расположена в горной системы Вогезы на границе департаментов Рейн Верхний (Эльзас) и Вогезы (Лотарингия). В 1,5 км к востоку на высоте 1272 м расположена вершина Малый Онек. Между этими горами располагается озеро Шиссротрид. На склонах горы находится горнолыжный курорт Ла-Бресс-Онек.

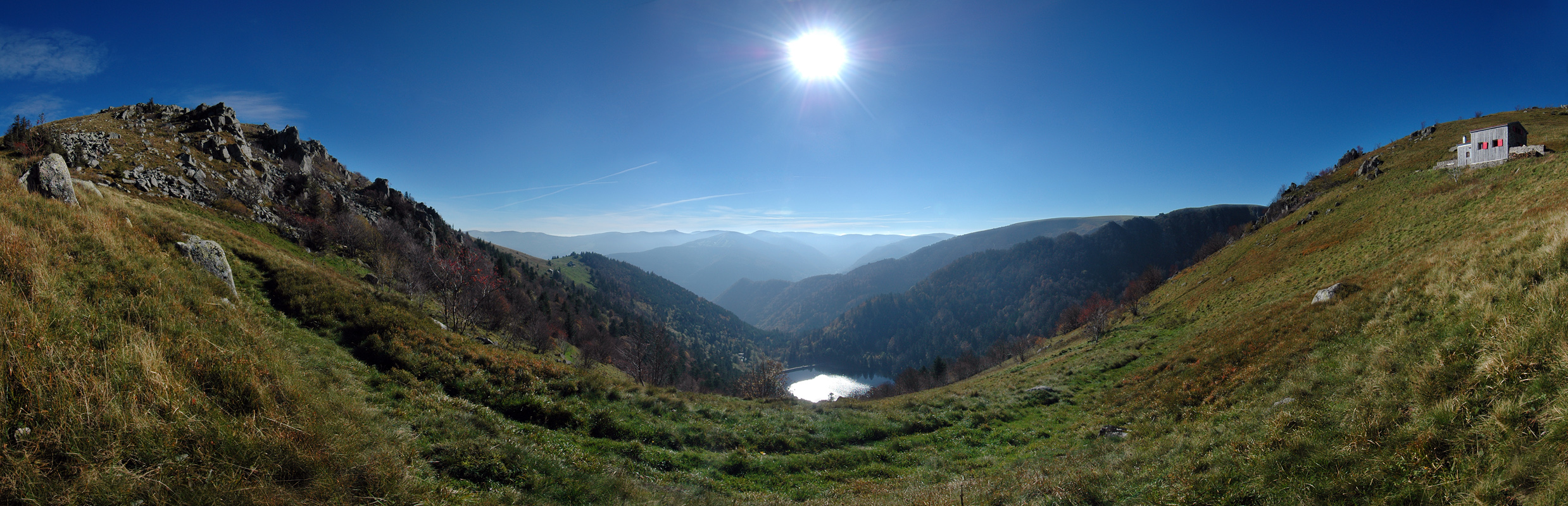
Вид на озеро Шиссротрид между горами Онек (справа) и Малый Онек (слева)